# Amenmes
Amenmes lub Amenmose – faraon, władca starożytnego Egiptu z XIX dynastii. Jeden z władców Egiptu, którego genealogia jest najmniej znana.
Istnieje kilka hipotez o jego pochodzeniu. Pierwsza mówi, że był synem córki Ramzesa II, imieniem Tachat. Druga, że był synem Merenptaha i Tachat, a trzecia że był władcą Kusz z okresu panowania Merenptaha, imieniem Messuwy. Prawdopodobnie był także ojcem przyszłego faraona - Siptaha, którego matką była jedna z jego żon, imieniem Tia.
Zdobył władzę dzięki kryzysowi następstwa tronu po wieloletnim panowaniu Ramzesa II i wymieraniu prawowitych następców - (Merenptah był dopiero trzynastym następcą tronu po Ramzesie II).
Panował prawdopodobnie cztery lub pięć lat. Prawowitość jego władzy nadal jest kontrowersyjna. Niektórzy egiptolodzy uważają go za prawowitego następcę Merenptaha, podczas gdy inni uważają, że był nim syn Merenptaha - Seti-Merenptah, późniejszy faraon - Seti II. 
Amenmes panował prawdopodobnie tylko nad Górnym Egiptem, lecz istnieją sądy mówiące, że jego władza sięgała także na Północ. Także kolejność panowania Amenmesa i Seti II jest problematyczna.
Niektórzy znawcy tematu umieszczają jego panowanie po Seti II lub jako uzurpatora w czasie panowania Seti II lub też jako koregenta Seti II (co jednak jest mało prawdopodobne). 
Amenmes prawdopodobnie został pochowany w grobowcu KV10 w Dolinie Królów. Jego grobowiec nigdy nie został dokończony, a prawdopodobnie w czasach Seti II został rozmyślnie uszkodzony. Usunięto ze ścian imię króla oraz znaczną część inskrypcji. W grobowcu tym znaleziono szczątki mumii trzech osób: jednego mężczyzny i dwóch kobiet. Prawdopodobnie mężczyzną tym był Amenmes, a jedną z kobiet Tachat - jego matka. Pośród zachowanych inskrypcji znaleziono jej imię, co może wskazywać, iż tam została pochowana. W grobowcu tym znaleziono również przedmioty pochodzące z grobów Seti I oraz Ramzesa VI, co jeszcze bardziej komplikuje sytuację.
Po śmierci Amenmesa, Seti II przeprowadził kampanię, mającą na celu całkowite wymazanie z pamięci uzurpatora, za jakiego ostatecznie uznawano Amenmesa, oraz jego najbliższych współpracowników.

## Tytulatura
| G5 |

| G5 |

| E1 · D40 | mAat | mr | U32 | n · N17 · N17 · N21 · N21 |

| E1 · D40 | mAat | mr | U32 | n · N17 · N17 · N21 · N21 |

| E1 · D40 | mAat | mr | U32 | n · N17 · N17 · N21 · N21 |

| E1 · D40 | mAat | mr | U32 | n · N17 · N17 · N21 · N21 |

| G5 |

| G5 |

| E1 · D40 | mAat | mr | U32 | n · N17 · N17 · N21 · N21 |

| E1 · D40 | mAat | mr | U32 | n · N17 · N17 · N21 · N21 |

| E1 · D40 | mAat | mr | U32 | n · N17 · N17 · N21 · N21 |

| E1 · D40 | mAat | mr | U32 | n · N17 · N17 · N21 · N21 |

| G16 |

| G16 |

| wr · r | b | i | A | i | t | i | U16 · Aa15 | i | p · t | st | Z2 · O49 |

| wr · r | b | i | A | i | t | i | U16 · Aa15 | i | p · t | st | Z2 · O49 |

| wr · r | b | i | A | i | t | i | U16 · Aa15 | i | p · t | st | Z2 · O49 |

| wr · r | b | i | A | i | t | i | U16 · Aa15 | i | p · t | st | Z2 · O49 |

| G16 |

| G16 |

| wr · r | b | i | A | i | t | i | U16 · Aa15 | i | p · t | st | Z2 · O49 |

| wr · r | b | i | A | i | t | i | U16 · Aa15 | i | p · t | st | Z2 · O49 |

| wr · r | b | i | A | i | t | i | U16 · Aa15 | i | p · t | st | Z2 · O49 |

| wr · r | b | i | A | i | t | i | U16 · Aa15 | i | p · t | st | Z2 · O49 |

| G8 |

| G8 |

| aA · xpS | s | aA · a | R19 | t · O49 | n · ms · s · sw |

| aA · xpS | s | aA · a | R19 | t · O49 | n · ms · s · sw |

| aA · xpS | s | aA · a | R19 | t · O49 | n · ms · s · sw |

| aA · xpS | s | aA · a | R19 | t · O49 | n · ms · s · sw |

| G8 |

| G8 |

| aA · xpS | s | aA · a | R19 | t · O49 | n · ms · s · sw |

| aA · xpS | s | aA · a | R19 | t · O49 | n · ms · s · sw |

| aA · xpS | s | aA · a | R19 | t · O49 | n · ms · s · sw |

| aA · xpS | s | aA · a | R19 | t · O49 | n · ms · s · sw |

| M23 · X1 | L2 · X1 |

| M23 · X1 | L2 · X1 |

| ra · mn | mi | i | ra · stp · n |

| ra · mn | mi | i | ra · stp · n |

| ra · mn | mi | i | ra · stp · n |

| ra · mn | mi | i | ra · stp · n |

| M23 · X1 | L2 · X1 |

| M23 · X1 | L2 · X1 |

| ra · mn | mi | i | ra · stp · n |

| ra · mn | mi | i | ra · stp · n |

| ra · mn | mi | i | ra · stp · n |

| ra · mn | mi | i | ra · stp · n |

| G39 | N5 |

| G39 | N5 |

| C12 | ms | s | s | HqA | q | R19 |

| C12 | ms | s | s | HqA | q | R19 |

| C12 | ms | s | s | HqA | q | R19 |

| C12 | ms | s | s | HqA | q | R19 |

| G39 | N5 |

| G39 | N5 |

| C12 | ms | s | s | HqA | q | R19 |

| C12 | ms | s | s | HqA | q | R19 |

| C12 | ms | s | s | HqA | q | R19 |

| C12 | ms | s | s | HqA | q | R19 |

| G39 | N5 |

| G39 | N5 |

| C2 | C12 | ms | z · z | HqA | R19 | N36 |

| C2 | C12 | ms | z · z | HqA | R19 | N36 |

| C2 | C12 | ms | z · z | HqA | R19 | N36 |

| C2 | C12 | ms | z · z | HqA | R19 | N36 |

| G39 | N5 |

| G39 | N5 |

| C2 | C12 | ms | z · z | HqA | R19 | N36 |

| C2 | C12 | ms | z · z | HqA | R19 | N36 |

| C2 | C12 | ms | z · z | HqA | R19 | N36 |

| C2 | C12 | ms | z · z | HqA | R19 | N36 |